# Джилліан Ліндсей
Джилліан Ліндсей  (англ. Gillian Lindsay, 24 вересня 1973) — британська веслувальниця, олімпійська медалістка.

## Виступи на Олімпіадах
| Олімпіада      | Дисципліна                        | Місце |
| -------------- | --------------------------------- | ----- |
| Барселона 1992 | четвірка розстібна без стернового | 8     |
| Сідней 2000    | четвірка парна                    | 2     |

## Зовнішні посилання
- Досьє на sport.references.com [Архівовано 7 вересня 2011 у Wayback Machine.]

1. ↑  Lindsay Gillian